# Shahrdari Gorgan BC
El Shahrdari Gorgan BC es un equipo de baloncesto de la ciudad iraní de Gorgán que disputa la Superliga de baloncesto de Irán (ISBL). Fue fundado en 1969.
Su mejor clasificación liguera fue en la temporada 2018-19, en la que consiguió el subcampeonato, tras perder en el play off final ante el Palayesh Naft Abadan BC por 3 victorias a 1.

## Trayectoria
| Temporada | Nivel | División | Pos. |
| --------- | ----- | -------- | ---- |
| 2001–02   | 1     | ISBL     | 9    |
| 2002–03   | 1     | ISBL     | 5    |
| 2003–04   | 1     | ISBL     | 7    |
| 2004–05   | 1     | ISBL     | 9    |
| 2005–06   | 1     | ISBL     | 12   |
| 2006–07   | 1     | ISBL     | 5    |
| 2007-08   | 1     | ISBL     | 6    |
| 2008-09   | 1     | ISBL     | 8    |
| 2009-10   | 1     | ISBL     | 8    |
| 2010-11   | 1     | ISBL     | 7    |
| 2011–12   | 1     | ISBL     | 8    |
| 2012–13   | 1     | ISBL     | 4    |
| 2013-14   | 1     | ISBL     | 9    |
| 2014–15   | 1     | ISBL     | 4    |
| 2015-16   | 1     | ISBL     | 7    |
| 2016–17   | 1     | ISBL     | 9    |
| 2017–18   | 1     | ISBL     | 8    |
| 2018-19   | 1     | ISBL     | 2    |